# 美洲林蝠屬
美洲林蝠屬（美洲林蝠）（学名：Ardops），哺乳綱、翼手目、葉口蝠科的一屬，而與美洲林蝠屬（美洲林蝠）同科的動物尚有食果蝠屬（食果蝠）、美洲果蝠屬（灰美洲果蝠）、掠果蝠屬（掠果蝠）等之數種哺乳動物。

## 下属物种
本属包括以下物种：
- 美洲林蝠 Ardops nichollsi (Thomas, 1891)，加勒比樹蝠